# 十六摂
十六摂（じゅうろくせつ）は、音韻学において中古音の韻母を主母音と韻尾によって16種類に統括したもの。このような主母音・韻尾の違いによるまとまりを摂（せつ）または韻摂（いんせつ）という。
『広韻』の韻目をおおまかに分けて名前をつけたものである。すなわち通摂・江摂・止摂・遇摂・蟹摂・臻摂・山摂・效摂・果摂・仮摂・宕摂・梗摂・曾摂・流摂・深摂・咸摂。ひとつの摂に属する韻は『広韻』でも隣り合って存在するので、もともと切韻系韻書自身が摂に似た考え方で韻を配列しているとも言える。
ひとつの摂は複数の韻を含むが、これらは開合・等呼・四声などによって区別される。
| 主母音/韻尾 | ø  | ø  | -i | -u | -m -p | -n -t | -ŋ -k | -ŋ -k | -ŋ -k |
| ----------- | -- | -- | -- | -- | ----- | ----- | ----- | ----- | ----- |
| /ɑ/, /a/    | 果 | 仮 | 蟹 | 效 | 咸    | 山    | 宕    | 梗    | 江    |
| /ə/         | 遇 | 遇 | 止 | 流 | 深    | 臻    | 曾    | 曾    | 通    |

『広韻』の韻目（平声、かっこ内は去声専用韻）を十六摂ごとにまとめると以下の通りになる。なお実際の『韻鏡』では廃韻は止摂の微韻に対応する入声の位置に置かれている。
- 通摂：東、冬、鍾
- 江摂：江
- 止摂：支、脂、之、微
- 遇摂：魚、虞、模
- 蟹摂：斉、（祭）、（泰）、佳、皆、（夬）、灰、咍、（廃）
- 臻摂：真、諄、臻、文、欣、元、魂、痕
- 山摂：寒、桓、刪、山、先、仙
- 效摂：蕭、宵、肴、豪
- 果摂：歌、戈
- 仮摂：麻
- 宕摂：陽、唐
- 梗摂：庚、耕、清、青
- 曾摂：蒸、登
- 流摂：尤、侯、幽
- 深摂：侵
- 咸摂：覃、談、鹽、添、咸、銜、厳、凡

十六摂の名称は『韻鏡』・『七音略』・『切韻指掌図』には見えない。『四声等子』・『五音集韻』・『経史正音切韻指南』には十六摂の名を記すが、『四声等子』では江摂と宕摂・仮摂と果摂・曾摂と梗摂を統合しているので十三摂になっている。